# Le Vanneau-Irleau
Le Vanneau-Irleau är en kommun i departementet Deux-Sèvres i regionen Nouvelle-Aquitaine i västra Frankrike. Kommunen ligger i kantonen Frontenay-Rohan-Rohan som tillhör arrondissementet Niort. År 2022 hade Le Vanneau-Irleau 861 invånare.

## Befolkningsutveckling
Antalet invånare i kommunen Le Vanneau-Irleau
| Referens: INSEE |